# Антван Танер
Антван Танер (енгл. Antwon Tanner; Чикаго, 14. април 1975) је амерички глумац. Остао је упамћен по улози Скилса Тејлора у телевизјској серији Три Хил. Глумио је професионалног кошаркаша у филму Тренер Картер, као и у серији Сестра, Сестра, у епизоди "Кућа мога оца".